# Novo Horizonte do Norte
Novo Horizonte do Norte là một đô thị thuộc bang Mato Grosso, Brasil. Đô thị này có diện tích 938,389 km², dân số năm 2007 là 3815 người, mật độ 4,07 người/km².